# Campylospermum laeve
Campylospermum laeve är en tvåhjärtbladig växtart som först beskrevs av De Wild. och Th. Dur., och fick sitt nu gällande namn av Farron. Campylospermum laeve ingår i släktet Campylospermum och familjen Ochnaceae. Inga underarter finns listade i Catalogue of Life.